# Mellgrenska huset

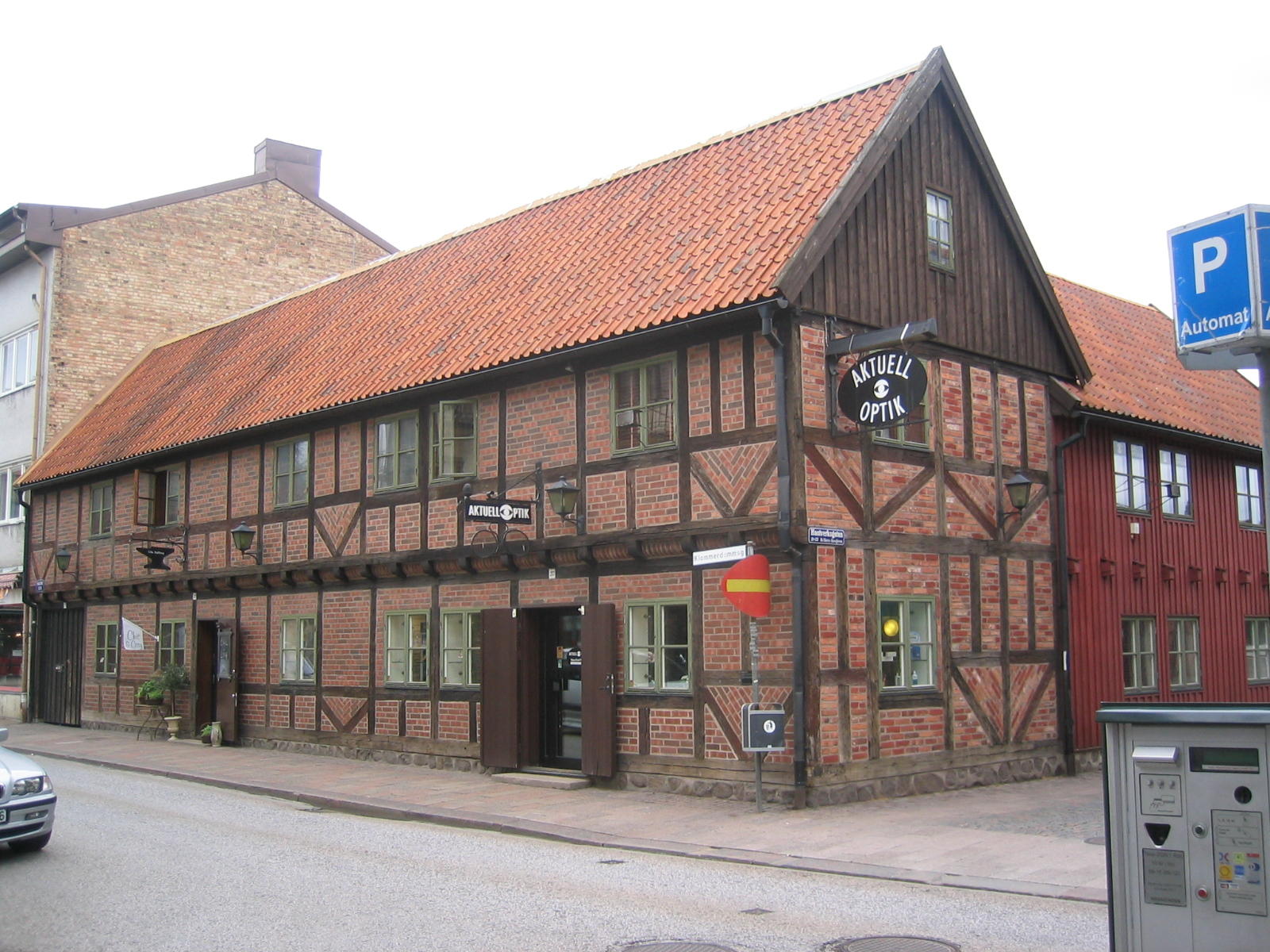
Mellgrenska huset

Mellgrenska huset är ett korsvirkeshus som nu ligger på Klammerdammsgatan 20 i Halmstad. Det uppfördes ursprungligen på 1700-talet, på en tomt i kvarteret Valdemar Atterdag, i hörnet Klammerdammsgatan och Köpmansgatan av en D. Krüger. I huset har det tidigare varit bland annat apotek och lärdomsskola.
Namnet "Mellgrenska huset" fick det av att Alice Mellgren drev barnklädesaffär i huset på 1950- och 1960-talen.
EPA:s Turitz & Co ägare köpte fastigheten i början av 1960-talet eftersom man behövde tomten för det nya EPA-varuhuset. Istället för att riva byggnaden plockades den ned 1965, för att magasineras. Föreningen Gamla Halmstad tog hand om rivningen som bekostades av Turitz & Co och Konung Gustaf VI Adolfs 80-årsfond. Arkitekten Elof Östberg gjorde en ritning på hur huset skulle se ut i återuppbyggt och restaurerat skick.
Den 30 september 1980 bildades stiftelsen Mellgrenska Huset Rediviva, med ändamål "att till allmänhetens fromma återuppföra och bevara den Mellgrenska fastigheten". Stiftare var Föreningen Gamla Halmstad, Hallands Museiförening och Halmstads Hantverks- och Industriförening. 
När ett annat gammalt hus senare rivits på Klammerdammsgatan ett kvarter västerut, öppnades möjligheten att återuppföra Mellgrenska huset på den tomten. Sven Tengnäs i stiftelsen Mellgrenska Huset Rediviva tog det första spadtaget 21 september 1982, följt av arkeologiska utgrävningar på tomten. I slutet av januari 1983 stod huset återuppbyggt på sin nya plats.